# Cyathura rudloei
Cyathura rudloei är en kräftdjursart som beskrevs av Brian Frederick Kensley 1980. Cyathura rudloei ingår i släktet Cyathura och familjen Anthuridae. Inga underarter finns listade i Catalogue of Life.